# اچ‌ام‌اس دواستاشن (۱۸۷۱)

{{Infobox ship characteristics
اچ‌ام‌اس دواستاشن (۱۸۷۱) (به انگلیسی: HMS Devastation (1871)) یک کشتی بود که طول آن ۲۸۵ فوت (۸۷ متر) Length between perpendiculars بود. این کشتی در سال۱۸۷۱ (میلادی)|۱۸۷۱]] ساخته شد.